# V.I.P. - Vera impronta popolare
V.I.P. - Vera impronta popolare è il secondo album in studio del rapper italiano Vincenzo da Via Anfossi, pubblicato il 24 giugno 2014 dalla Universal Music Group.

## Tracce
1. Chiamami – 3:02
2. V.I.P. – 2:52
3. Ibiza – 4:28
4. Luci (feat. Ivan Granatino) – 3:23
5. Murcielago (feat. Gué Pequeno) – 4:22
6. Carpe Diem – 4:14
7. Senza te (feat. Loretta Grace) – 3:58
8. Settanta – 4:20
9. Hattori Henzo – 3:17
10. Fattoria (feat. Rozstar) – 3:34
11. Doppio colpo – 3:23
12. Nessuna messa in scena (NMIS) (feat. Caneda) – 3:17

Tracce bonus nella versione di iTunes
1. A chi tocca – 3:47